# Karma instantáneo (House M. D.)
"Karma instantáneo" (en inglés "Instant Karma") es el cuarto episodio de la sexta temporada de la serie estadounidense House. Fue emitido el 12 de octubre de 2009 en Estados Unidos, el 10 de noviembre de 2009 en España y el 19 de noviembre de 2010 en Latinoamérica.

## Sinopsis
Todo comienza cuando el Sr. Handal tiene una junta de empresarios en su mansión sobre petróleo en Toronto, cuando decide dar por terminada la junta y corre a los empresarios de su casa; todo para ir a ver a su hijo.
Al llegar a su cuarto el Sr. Handal sostiene una plática con un doctor, que le dice que el tratamiento con antibióticos no le hizo efecto a su hijo, lo que significa (según el doctor) que no es Clostridium, le recomieda que lo lleve a un hospital, lo cual su hijo no quiere, porque no se quiere morir.
El Sr. Handal acude al Hospital Princeton-Plainsboro a hablar con Cuddy para que House revise a su hijo Jack, a lo que House le dice que mejor lo atienda el Dr. Foreman que trabaja con los mejores doctores y ex-colegas de House, el Sr. Handal, le dice que no, que ha preguntado a varios médicos quien es el mejor doctor y han dicho que es House. Inmediatamente Cuddy acude a la oficina de House, para informar que el paciente (Jack) es de Foreman, pero, que House tome las decisiones, a lo que Foreman se opone alegando que le regresen su licencia médica para que el hospital deje de jugar, a lo que House contesta que ese juego es divertido.
Cameron hace pruebas de Rayos X porque sintió un bulto sobre el abdomen de Jack, los rayos X revelaron que tenía el colon impactado, pero los anteriores salieron limpios, lo que significa que es un síntoma nuevo. Foreman deduce que es Hirschsprung (afección congénita entre los nervios y el colon) que es muy raros en niños, algo que los demás doctores jamás pensarían que tuviera, el Sr. Handal le dice que porque se le ocurrió a Foreman, a lo que Cameron le contesta que fue idea de House.
House va a un restaurante llamado "Cafe Burge" donde encuentra a "Trece", quien está haciendo planes para viajar, House le dice que si vuelve Foreman intentará salvar su relación, pero House intenta salvar su relación de trabajo con Foreman y se siente a gusto porque dice que por fin está en el infierno que quiere, se va diciéndole a Trece que disfrute los Cabos, Trece le contesta que irá a Tailandia.
En el hospital Cameron le muestran al Sr. Handal radiografías donde se muestran la diferencia del tratamiento, Cameron se da cuenta de que el abdomen de Jack se ve normal pero es más grande, Jack queda inconsciente pero con los ojos abiertos, Foreman dice que tiene parálisis recta lateral y Jack comienza a convulsionarse y tienen que liberar la presión de lo contrario su cerebro se va a herniar, para tratar de liberar la presión intracraneal Foreman pide 20 mg (miligramos) de Diazepam y 50 mg de dilantina, lo que resulta inútil y llaman a Chase para que opere a Jack, durante el transcurso Foreman le explica al padre que si no liberan la presión en su cerebro, su hijo tendrá un problema cerebral irreversible y necesitan taladrar en su cabeza; además la dilantina no funcionó, se necesita paralizar a Jack porque se sigue convulsionando, el padre accede con su consentimiento.
El equipo de House analiza una radiografías del cerebro de Jack, Chase dice que puede ser una infección sistemática, Foreman le dice a House que en su cerebro se están recolectando de manera errónea los fluidos, porque su borde cerebral debe ser afilado y renticular, House deduce que si su capa dural ya se estaba despegando del cerebro cuando el fluido comenzó a formarse, también House le dice al equipo que haga una biopsia dural para confirmar cáncer cerebral, le dice a Foreman: "Buen ojo".
Por otro lado, Trece tiene problemas para abordar su vuelo a Tailandia, por lo que cree que fue House quien canceló su vuelo, House le dice que haberle dicho a donde iba, es decirle la verdad y por eso no la puede usar, además que ya no está Foreman es menos inútil y él menos miserable.
Cameron le dice al padre que es probable que tenga cáncer cerebral, pero afortunadamente lo descubrieron a tiempo y se puede tratar.
Chase y Foreman hacen su documentación sobre Dibala, Foreman culpa a Chase de no haber chequeado el colesterol de la sangre que robó de un cadáver el cual superaba el 20%, que fue el causante de la muerte del Pdte. Dibala.
Cameron tiene la prueba del cáncer cerebral, la cual es negativa, Foreman dice que "¿cómo es posible estar equivocado dos veces, si nada está mal"?, House contesta que desde cuando el cáncer no significa nada.
House deduce que no se equivocaron que es cáncer, sólo se equivocaron de lugar. Cameron le dice al padre que sigue siendo cáncer pero no saben donde está, el Sr. Handal se culpa, le explica a Cameron que heredó los Gasoductos (su compañía) de 10 millones de dólares a sus 24 años, cuando tenía 30 años valían más de mil millones, desde entonces se involucró en más de 50 tratos que hacen que el primero parezca un fracaso total, dice que todo lo que toca se convierte en oro, menos su familia, que es karma.
El equipo dice que es epilepsia abdominal, Cuddy le dice a House que Trece llamó y comenta que alguien estropeó sus vacaciones, le pregunta que si le gusta que Foreman esté a cargo del equipo, House dice que Foreman ama el poder y él los rompecabezas, Cuddy dice que House ama el poder y los rompecabezas, es cierto pero cuando tenía a ambos se volvió loco dice House.
Cameron llama a House para enseñarle un salpullido que House no esperaba, House intenta descubrir que enfermedad sufre Jack, y describe sus síntomas:
- Fiebre
- Epilepsia Abdominal
- Dolor estomacal
- Formación de fluido peridional y subdural
- Convulsiones
- Manchas.

House al ver discutir a Foreman y a Cameron se da una idea de lo que padece Jack, House dice que si está el sarpullido está en su pene, Cameron dice que sí, House dice que está afectando pequeños vasos sanguíneos por eso no vieron nada en las 4 biopsias que hicieron, House dice que no es poliartiritis, es la Enfermedad de Degos.
House le explica en que consiste la enfermedad de Degos. Asimismo le comenta que no existe tratamiento porque es incurable.
El Sr. Handal, quiere vender todo lo que tiene: acciones, casas, inversiones, sus abogados le dice que lo perderá todo; House dice que el millonario piensa que si es pobre los "Dioses" lo tratarán mejor, el padre termina por firmar y perder todo.
El culpable de estropear el vuelo de Trece fue Wilson.
House habla con Wilson, sobre su paciente y se da cuenta de que no es Degos porque dice que él nació con un corazón de 3 tallas menos que la de la gente normal, le explica a Foreman que sus vasos sanguíneos están obstruidos pero no por el Degos, sino que sus coronarias con los vasos más grandes no se han obstruido, es Síndrome Primario de Antifosfolipidos.
El caso de Dibala queda resuelto gracias a House, ya que descubre que unos de los doctores de Dibalá le recetó dosis muy altas de narsinia de cromo para elevar sus lipoproteínas y eso los salva de perder su trabajo y sus licencias médicas.

## Diagnóstico
Jack tenía Síndrome primario de antifosfolípidos (House creía que Jack padecía la Enfermedad de Degos).